# Early Art
Early Art è un album di Art Farmer, pubblicato dalla Prestige Records nel 1973 (precedentemente fu solo pubblicata nel 1962 dall'etichetta inglese Esquire Records, 32-187). I brani furono registrati negli studi di Rudy Van Gelder ad Hackensack, New Jersey (Stati Uniti), nelle date indicate nella lista tracce.

## Tracce
Lato A
1. Soft Shoe – 4:52 (Art Farmer) – Registrato il 20 gennaio 1954
2. Confab in Tempo – 3:48 (Art Farmer) – Registrato il 20 gennaio 1954
3. I'll Take Romance – 4:51 (Oakland, Oscar Hammerstein II) – Registrato il 20 gennaio 1954
4. Wisteria – 4:36 (Art Farmer) – Registrato il 20 gennaio 1954
5. Autumn Nocturne – 3:58 (Gannon, Myrow) – Registrato il 9 novembre 1954

Lato B
1. I've Never Been in Love Before – 3:37 (Loesser) – Registrato il 9 novembre 1954
2. I'll Walk Alone – 3:56 (Styne, Kahn) – Registrato il 9 novembre 1954
3. Gone with the Wind – 4:03 (Wrubel, Magidson) – Registrato il 9 novembre 1954
4. Alone Together – 4:54 (Dietz, Schwartz) – Registrato il 9 novembre 1954
5. Pre Amp – 3:30 (Art Farmer) – Registrato il 9 novembre 1954[2][3]

## Musicisti
Brani A1, A2, A3 e A4
- Art Farmer  - tromba
- Sonny Rollins  - sassofono tenore (tranne nel brano: A4)
- Horace Silver  - pianoforte
- Percy Heath  - contrabbasso
- Kenny Clarke  - batteria

Brani A5, B1, B2, B3, B4 e B5
- Art Farmer  - tromba
- Wynton Kelly  - pianoforte
- Addison Farmer  - contrabbasso
- Herbie Lovelle  - batteria